# Malin Skulstad Sunde
Malin Skulstad Sunde (15 luglio 2000) è una calciatrice norvegese, di ruolo difensore.

## Carriera

### Club
Sunde ha iniziato la carriera nella squadra di calcio femminile dello Spjelkavik Idrettslag, indossando la maglia delle loro formazioni giovanili dall'età di 6 a 15 anni.
Nel 2015 si trasferisce al Fortuna Ålesund, rimanendovi per tre anni, squadra con la quale nel 2018 ottiene la conquista del campionato giovanile di categoria.
Sempre del 2018 è il suo passaggio al Trondheims-Ørn, debuttando in Toppserien quello stesso anno e rimanendo legata alla squadra anche per la stagione successiva.
Nella primavera 2020 si trasferisce al Sandviken, società che abbandona già in estate per trasferirsi per la prima volta all'estero in carriera, scegliendo le danesi del Brøndby. Con la nuova squadra disputa la Elitedivisionen 2020-2021 e, grazie al secondo posto del campionato precedente, ha l'occasione per debuttare in UEFA Women's Champions League nella medesima stagione. Rimasta con il club danese anche per la prima parte della stagione successiva, nel gennaio 2022 decide di affrontare la sua seconda esperienza all'estero firmando un contratto con le italiane della Fiorentina per la seconda parte della stagione 2021-2022 con un'opzione per quella a venire. Nel febbraio del solito anno rescinde consensualmente per motivi personali con la società viola e ritorna in patria, accordandosi con il Vålerenga per la stagione entrante.

### Nazionale
Sunde ha indossato le maglie delle giovanili della nazionale del suo paese dal 2015, iniziando con la formazione Under-15, passando tutta la trafila delle U-17, U-19, con la quale ha ricoperto il ruolo di capitano, e infine con la U-23, ottenendo, nel frattempo, anche una convocazione ad uno stage per la nazionale maggiore.

## Palmarès

### Club
- Campionato norvegese: 1

Vålerenga: 2023